# Tatsuya Shiji
Tatsuya Shiji (志治 達雄, Shiji Tatsuya, né le 20 octobre 1938) est un footballeur japonais.